# Stenka
Stenka – polskie nazwisko. Na początku lat 90. XX wieku w Polsce nosiły je 1593 osoby, według nowszych, internetowych danych noszą je 1778 osoby. Nazwisko pochodzi od imion Stanisław, Stanibor lub Stanimir i jest najbardziej rozpowszechnione w północnej środkowej Polsce.

## Znane osoby noszące to nazwisko
- Barbara Stenka – polska poetka i pisarka;
- Danuta Stenka (ur. 1961) – polska aktorka teatralna, filmowa i radiowa;
- Dariusz Stenka (ur. 1963) – polski żużlowiec.